# Owston (Yorkshire du Sud)
Pour les articles homonymes, voir Owston.
Owston est un village et une paroisse civile du Yorkshire du Sud, en Angleterre.